# درون‌یابی تکه‌بندی
درون‌یابی تکه‌بندی (به انگلیسی: spline interpolation) در تحلیل عددی در ریاضیات، نوعی درون‌یابی که در آن درون‌یافته نوع خاصی از چندجمله‌ای تکه‌ای است که تکه‌بند (به انگلیسی: spline) نام دارد؛ یعنی به جای آنکه یک چندجمله‌ای درجه-بالا منفرد را به یکباره برای همه مقادیر متناسب کنیم، درون‌یابی تکه‌بندی چندجمله‌ای‌های درجه-پایین را به زیرمجموعه کوچکی از مقادیر متناسب می‌کند، مثلاً متناسب‌کردن نه تا چندجمله‌ای مکعبی بین هر جفت از ده نقطه، بجای متناسب کردن یک چندجمله‌ای منفرد درجه-ده برای همه آن نقاط. درون‌یابی تکه‌بندی معمولاً بر درون‌یابی چندجمله‌ای ارجحیت دارد، زیرا خطای درون‌یابی را با آن می‌توان اندک ساخت، حتی اگر از چندجمله‌ای درجه-پایین برای تکه‌بندی استفاده کرده باشیم. درون‌یابی تکه‌بندی همچنین از مشکل پدیده رونگه جلوگیری می‌کند، که در آن ممکن است موقع درون‌یابی به کمک چندجمله‌ای‌های سطح-بالا بین نقاط نوسان رخ بدهد.